# L'Idiot de la famille
L'Idiot de la famille est un ouvrage inachevé en trois volumes de Jean-Paul Sartre. L'Idiot de la famille est la suite de Questions de méthode (préface de Critique de la raison dialectique tome I). C'est par l'étude de Flaubert, que Sartre veut montrer comment la méthode progressive-régressive, exposée dans Questions de méthode, opère dans un cas concret. « Qu'est-ce qu'on peut comprendre d'un homme aujourd'hui » est la question que Sartre se pose.

## Un intérêt depuis la jeunesse
L'intérêt de Sartre pour Flaubert date de sa jeunesse. Sartre avait lu des dizaines de fois la fin de Madame Bovary, le roman de mœurs de province de Flaubert paru un siècle plus tôt, sans jamais comprendre pourquoi Charles Bovary laissait pousser sa barbe, ni pourquoi il mourait, ni pourquoi on en faisait une autopsie (voir Les Mots). Dans l'Être et le Néant (1943), Sartre annonce une étude sur Flaubert dans le chapitre sur la psychanalyse existentielle. Mais c'est seulement en 1960, après l'étude sur Baudelaire (1946) et celle sur Genet, de plus de cinq cents pages, Saint Genet, comédien et martyr (1952), que Sartre commence enfin son magnum opus sur Flaubert. L'étude de Sartre sur Flaubert, avec ses milliers de pages, est le résultat d'un travail acharné de dix ans de recherches. Alors que les études sur Baudelaire et Genet étaient des essais de psychanalyse existentielle, L'Idiot de la famille pousse plus loin cette approche en ne faisant plus abstraction de l'histoire objective.

## Les deux types de névrose

### La névrose subjective
Les deux premiers tomes traitent de la genèse de Flaubert depuis sa tendre enfance jusqu'à la chute à Pont-l'Évêque en 1844 (la fameuse crise) et la maladie (épilepsie, hystérie ?) qui la suit. 
Sartre utilise les écrits de jeunesse du futur écrivain pour reconstruire la jeunesse de Flaubert, ses rapports avec les membres de sa famille, tels son père sévère (chef-chirurgien à Rouen) et son frère aîné Achille (le futur chef), sa relation difficile avec sa mère, aimant surtout la sœur cadette de Gustave, Caroline.
La maladie permet à Flaubert de rompre avec ses études de droit et de se vouer complètement à l'écriture.

### La névrose objective
Le troisième tome a pour thème la névrose objective. Sartre affirme que tous les auteurs de l'époque de Flaubert étaient névrosés. La société d'avant 1870 ne leur permettrait que la voie de "l'art pour l'art", pas un engagement tel que celui de Zola après 1870, et plus tard celui de Sartre, dans la période durant laquelle il écrit cet ouvrage sur Flaubert.

## Réception et critique de l'ouvrage
Pierre Bourdieu, sociologue français, s'en prend à cet ouvrage de Jean-Paul Sartre, dans son livre Les Règles de l'Art. Il rejette la psychanalyse existentielle de Sartre et lui substitue une « socio-analyse » qui replace l’œuvre créatrice de Flaubert dans le champ littéraire français alors en pleine construction au XIXe siècle.
Pierre-Marc de Biasi, universitaire, critique également l'approche sartrienne, notamment dans son essai Gustave Flaubert : une manière spéciale de vivre (éditions Grasset, 2009), dans lequel il affirme qu'« il n'est pas possible de suivre Sartre dans toutes les conséquences qu'il déduit de la maladie de Gustave sur son nihilisme et le sens de son œuvre » .

## Publications
- Jean-Paul Sartre. L'idiot de la famille : Gustave Flaubert de 1821 à 1857. Paris : Gallimard, 1971-1972, 3 tomes.
- Jean-Paul Sartre. Sur «L’Idiot de la famille». Situations X, p. 91-115. Paris: Gallimard, 1976.